# Torrent dels Horts
El Torrent dels Horts és un torrent afluent per l'esquerra del Cardener a la Vall de Lord. De direcció predominant NE-SO, neix al N del poble de La Coma, a 1.305 metres d'altitud, passa per sota les piscines municipals i desemboca al Cardener sota mateix del poble del qual ha passat a tocar per la banda nord-occidental.

## Perfil del seu curs
| Recorregut (en m.) | Altitud (en m.) | Pendent |
| ------------------ | --------------- | ------- |
| 0                  | 1.305           | -       |
| 200                | 1.190           | 57,5%   |
| 400                | 1.100           | 45,0%   |
| 600                | 1.037           | 31,5%   |
| 800                | 995             | 21,0%   |
| 1.000              | 975             | 10,0%   |
| 1.100              | 960             | 15,0%   |

## Mapa del seu curs
- Mapa de l'Institut Cartogràfic de Catalunya